# Siphlonurus abraxas
Siphlonurus abraxas is een haft uit de familie Siphlonuridae. De wetenschappelijke naam van de soort is voor het eerst geldig gepubliceerd in 1968 door Jacob.
De soort komt voor in het Palearctisch gebied.